# Hortiboletus rubellus
Hortiboletus rubellus (Krombh.)  Vizzini, Simonini & Gelardi, 2015 è un fungo basidiomicete della famiglia Boletaceae.

## Etimologia
Dal latino rubellus, vezzeggiativo, “rosso allegro”, per il colore del cappello.

## Descrizione della specie

### Cappello
Fino a 10 cm di diametro, emisferico, convesso poi quasi piano, a volte anche depresso
cuticolasecca, leggermente vellutata, a volte screpolata negli esemplari maturi, rosso vivo, rosso ciliegia, piuttosto brillante.
marginea volte ondulato negli esemplari maturi.

### Tubuli
Lunghi fino a 10 mm, liberi o leggermente decorrenti, da gialli a oliva.

### Pori
Piccoli, angolosi, gialli, poi giallo-verdastri, al tocco virano al blu-verdastro, 1-2 per mm.

### Gambo
7-10 X 1-1,5 cm, pieno, cilindrico, attenuato alla base, quasi radicante, spesso ricurco, giallo all'apice, altrove rosso come il cappello, vira leggermente blu al tocco, privo di reticolo.

### Carne
Soda, poi molle nel cappello, legnoso-fibrosa nel gambo, gialla, rosata sotto la cuticola, leggermente virante al blu, rosso-arancio alla base del gambo.
- Odore: acidulo, fruttato
- Sapore: dolce.

### Microscopia
Spore10-13 x 3-5 µm, bruno-oliva in massa, ellissoidali, lisce, guttulate.
Basidilargamente clavati, tetrasporici, 30-45 x 15-18 µm.
Cistidia forma di bottiglia.

## Reazioni chimiche
La carne vira all'arancio con KOH, al verde-oliva con sali di ferro.

## Distribuzione e habitat
Fruttifica sotto latifoglia, specialmente in luoghi erbosi e soleggiati, in estate-autunno.

## Commestibilità
Commestibile quando giovane, poi da scartare per la consistenza.

## Tassonomia

### Sinonimi e binomi obsoleti
- Boletus caribaeus (Singer) Singer, Sydowia 30(1-6): 254 (1978) [1977]
- Boletus caribaeus (Singer) Singer, Sydowia 30(1-6): 254 (1978) [1977] var. caribaeus
- Boletus fraternus Peck, Bull. Torrey bot. Club 24: 144 (1897)
- Boletus rubellus Krombh., Naturgetr. Abbild. Beschr. Schwämme (Prague) 5: 4 (1836)
- Boletus rubellus f. crassotunicatus Singer, Am. Midl. Nat. 37: 51 (1947)
- Boletus rubellus Krombh., Naturgetr. Abbild. Beschr. Schwämme (Prague) 5: 4 (1836) f. rubellus
- Boletus rubellus f. serotinus Singer, Am. Midl. Nat. 37: 52 (1947)
- Boletus rubellus f. subdumetorum Singer, Am. Midl. Nat. 37: 49 (1947)
- Boletus rubellus subsp. bicoloroides Singer, Mycologia 37(6): 798 (1945)
- Boletus rubellus subsp. borneensis Corner, *Boletus in Malaysia (Singapore): 120 (1972)
- Boletus rubellus subsp. caribaeus Singer, Mycologia 37(6): 798 (1945)
- Boletus rubellus subsp. consobrinus Singer, Mycologia 37(6): 798 (1945)
- Boletus rubellus subsp. dumetorum Singer, Mycologia 37(6): 798 (1945)
- Boletus rubellus subsp. fraternus (Peck) Singer, Am. Midl. Nat. 37: 47 (1947)
- Boletus rubellus subsp. purpureus Snell & E.A. Dick, Mycologia 50(1): 65 (1959) [1958]
- Boletus rubellus Krombh., Naturgetr. Abbild. Beschr. Schwämme (Prague) 5: 4 (1836) subsp. rubellus
- Boletus rubellus subsp. rubeus (Frost) E.A. Dick & Snell, Mycologia 57(3): 453 (1965)
- Boletus rubellus var. flammeus A.H. Sm. & Thiers, Boletes of Michigan (Ann Arbor): 269 (1971)
- Boletus rubellus Krombh., Naturgetr. Abbild. Beschr. Schwämme (Prague) 5: 4 (1836) var. rubellus
- Boletus rubeus Frost, Bull. Buffalo Soc. nat. Sci. 2: 102 (1874) [1874-1875]
- Boletus sanguineus With., Syst. arr. Brit. pl., Edn 4 (London) 4: 414 (1801)
- Boletus versicolor Rostk., in Sturm, Deutschl. Fl., 3 Abt. (Pilze Deutschl.) 5: 55 (1844)
- Boletus versicolor Kuntze, (1898)
- Leucobolites rubellus (Krombh.) Beck, Z. Pilzk. 2: 142 (1923)
- Suillus rubellus (Krombh.) Henn., in Engler & Prantl, Nat. Pflanzenfam., Teil. I (Leipzig) 1**: 190 (1898) [1900]
- Suillus rubellus (Krombh.) Kuntze, Revis. gen. pl. (Leipzig) 3(2): 536 (1898)
- Suillus rubeus (Frost) Kuntze, Revis. gen. pl. (Leipzig) 3(2): 536 (1898)
- Suillus sanguineus (With.) Kuntze, Revis. gen. pl. (Leipzig) 3(2): 536 (1898)
- Suillus versicolor (Rostk.) Kuntze, Revis. gen. pl. (Leipzig) 3(2): 536 (1898)
- Tubiporus rubellus (Krombh.) S. Imai, Trans. Mycol. Soc. Japan 8(3): 113 (1968)
- Versipellis pruinata var. versicolor (Rostk.) Quél., Enchir. fung. (Paris): 158 (1886)
- Versipellis versicolor (Rostk.) Quél., Enchir. fung. (Paris): 158 (1886)
- Viscipellis sanguinea (With.) Quél., Enchir. fung. (Paris): 156 (1886)
- Xerocomellus rubellus (Krombh.) Šutara, Czech Mycol. 60(1): 50 (2008)
- Xerocomus versicolor E.-J. Gilbert, Les Livres du Mycologue Tome I-IV, Tom. III: Les Bolets: 138 (1931)
- Xerocomus versicolor E.-J. Gilbert, Les Livres du Mycologue Tome I-IV, Tom. III: Les Bolets: 138 (1931) var. versicolor[2]